# Ghiacciaio Blaiklock
Il ghiacciaio Blaiklock  è un ghiacciaio dell'Antartide, lungo 16 miglia nautiche (30 km), che fluisce in direzione nord a partire dal Turnpike Bluff, proseguendo poi verso nordovest fino al Monte Provender e al Monte Lowe nella parte occidentale della Catena di Shackleton, nella Terra di Coats.
Fu mappato per la prima volta nel 1957 dalla Commonwealth Trans-Antarctic Expedition (CTAE) e denominato in onore di Kenneth V. Blaiklock, capo del gruppo più avanzato della CTAE nel 1955-56 e soprintendente della spedizione transpolare del 1956-58.